# Pero supposa
Pero supposa là một loài bướm đêm trong họ Geometridae.